# Diglossa
Diglossa é um gênero de aves passeriformes pertencente à família Thraupidae, que inclui os tiês, cardeais, sairás e sanhaços. O gênero possui 18 espécies, distribuídas predominantemente pela América do Sul, com duas sendo encontradas na América Central. As espécies do gênero são, comumente, denominadas fura-flores.

## Taxonomia
Foi descrito pela primeira vez em 1832, na América Central, pelo naturalista alemão Johann Georg Wagler, através da descrição de sua espécie-tipo, Diglossa baritula, denominada vernaculamente como fura-flor-canela. O nome científico Diglossa deriva do grego antigo δίγλωσσος, "díglōssos", combinando os termos δί, "dí", que significa "duplo"; e γλωσσος, "glōssos", que significa "idioma", ou "língua". O nome faz referência à vocalização das espécies.
Sua denominação popular na língua portuguesa, fura-flor, faz referência aos hábitos alimentares de suas espécies, onde perfuram as flores com seu bico, para acessar o néctar destas, do qual se alimentam.

## Espécies
São reconhecidas 18 espécies de fura-flor:
- Diglossa glauca (Sclater & Salvin, 1876), fura-flor-de-olho-dourado
  - Diglossa glauca glauca (Sclater & Salvin, 1876) — pode ser encontrado no sudeste de Junín no Peru aos yungas do norte da Bolívia
  - Diglossa glauca tyrianthina (Hellmayr, 1930) — pode ser encontrado na encosta leste dos Andes do sudoeste da Colômbia e ao leste do Equador
- Diglossa caerulescens (Sclater, 1856), fura-flor-azulado
  - Diglossa caerulescens caerulescens (Sclater, 1856) — pode ser encontrado nas montanhas costeiras de Carabobo ao Distrito Capital na Venezuela
  - Diglossa caerulescens intermedia (Carriker, 1935) — pode ser encontrado nos Andes colombianos e no sudoeste da Venezuela
  - Diglossa caerulescens ginesi (Phelps, Sr. & Phelps, Jr., 1952) — pode ser encontrado exclusivamente na Sierra de Perijá entre as fronteiras de Colômbia e Venezuela
  - Diglossa caerulescens media (Bond, 1955) — pode ser encontrado nos Andes em Loja no Equador ao noroeste do Peru em Cajamarca e Amazonas
  - Diglossa caerulescens pallida (von Berlepsch & Stolzmann, 1896) — pode ser encontrado nos Andes do Peru central desde La Libertad até Lima e Junín
  - Diglossa caerulescens mentalis (Zimmer, 1942) — pode ser encontrado nos Andes do sudeste do Peru e noroeste da Bolívia em La Paz
- Diglossa cyanea (Lafresnaye, 1840), fura-flor-de-mascarilha
  - Diglossa cyanea cyanea (Lafresnaye, 1840) — pode ser encontrado nos Andes da Colômbia ao Equador e oeste da Venezuela
  - Diglossa cyanea tovarensis (Zimmer & Phelps, Sr., 1952) — pode ser encontrado nas montanhas costeiras do norte da Venezuela desde Aragua ao Distrito Capital
  - Diglossa cyanea obscura (Phelps, Sr. & Phelps, Jr., 1952) — pode ser encontrado exclusivamente na Sierra de Perijá entre as fronteiras de Colômbia e Venezuela
  - Diglossa cyanea dispar (Zimmer, 1942) — pode ser encontrado nos Andes do sudoeste do Equador e noroeste do Peru
  - Diglossa cyanea melanopis (von Tschudi, 1844) — pode ser encontrado nos Andes do Peru e noroeste da Bolívia
- Diglossa indigotica (Sclater, 1856), fura-flor-índigo — pode ser encontrado nos Andes do oeste da Colômbia e noroeste do Equador em Pichincha
- Diglossa sittoides (d'Orbigny & Lafresnaye, 1838), fura-flor-ferrugíneo
  - Diglossa sittoides sittoides (d'Orbigny & Lafresnaye, 1838) — pode ser encontrado nos Andes subtropicais do oeste boliviano ao noroeste da Argentina
  - Diglossa sittoides hyperythra (Cabanis, 1851) — pode ser encontrado nas montanhas de Santa Marta na Colômbia e nas montanhas costeiras da Venezuela
  - Diglossa sittoides dorbignyi (Boissonneau, 1840) — pode ser encontrado nos Andes da Colômbia e em Lara, Mérida e Táchira ao oeste da Venezuela
  - Diglossa sittoides coelestis (Phelps, Sr. & Phelps, Jr., 1952) — pode ser encontrado exclusivamente na Sierra de Perijá entre as fronteiras de Colômbia e Venezuela
  - Diglossa sittoides mandeli (Blake, 1940) — pode ser encontrado nas montanhas subtropicais em Sucre ao nordeste da Venezuela
  - Diglossa sittoides decorata (Zimmer, 1930) — pode ser encontrado nos Andes subtropicais do Equador e Peru
- Diglossa plumbea (Cabanis, 1861), fura-flor-plúmbeo
  - Diglossa plumbea plumbea (Cabanis, 1861) — pode ser encontrado nos planaltos da Costa Rica e extremo oeste do Panamá
  - Diglossa plumbea veraguensis (Griscom, 1927) — pode ser encontrado na encosta pacífica do Panamá
- Diglossa baritula (Wagler, 1832), fura-flor-canela
  - Diglossa baritula baritula (Wagler, 1832) — pode ser encontrado nos planaltos do México central desde o sudeste de Jalisco ao istmo de Tehuántepec
  - Diglossa baritula montana (Deardborn, 1907) — pode ser encontrado nos planaltos de Chiapas no sul do México até Guatemala e El Salvador
  - Diglossa baritula parva (Griscom, 1932) — pode ser encontrado nos planaltos do leste da Guatemala até Honduras e centro-norte da Nicarágua
- Diglossa mystacalis (Lafresnaye, 1846), fura-flor-de-bigodes
  - Diglossa mystacalis mystacalis (Lafresnaye, 1846) — pode ser encontrado nos Andes do noroeste da Bolívia em La Paz, Cochabamba e oeste de Santa Cruz
  - Diglossa mystacalis pectoralis (Cabanis, 1873) — pode ser encontrado nos Andes do Peru central desde Huánuco até Junín
  - Diglossa mystacalis albilinea (Chapman, 1919) — pode ser encontrado nos Andes de Ayacucho até Puno no sul do Peru
  - Diglossa mystacalis unicincta (Hellmayr, 1905) — pode ser encontrado nos Andes do norte do Peru desde o sul Amazonas até Huánuco central
- Diglossa lafresnayii (Boissonneau, 1840), fura-flor-acetinado — pode ser encontrado nos Andes da Colômbia ao oeste da Venezuela, Equador e extremo norte do Peru
- Diglossa gloriosa (Sclater & Salvin, 1871), fura-flor-de-mérida — pode ser encontrado nos Andes do oeste da Venezuela desde Trujillo, Mérida e norte de Táchira
- Diglossa gloriosissima (Chapman, 1912), fura-flor-de-barriga-ruiva
  - Diglossa gloriosissima gloriosissima (Chapman, 1912) — pode ser encontrado desde Antioquia a Cauca no oeste da Colômbia
  - Diglossa gloriosissima boylei (Graves, 1990) — pode ser encontrado nos Andes ocidentais da Colômbia desde Cerro Paramillo, Páramo Frontino e Antioquia
- Diglossa duidae (Chapman, 1929), fura-flor-escamoso
  - Diglossa duidae duidae (Chapman, 1929) — pode ser encontrado nos tepuís do sul da Venezuela no Amazonas, e em Roraima adjacente
  - Diglossa duidae hitchcocki (Phelps, Sr. & Phelps, Jr., 1948) — pode ser encontrado nos tepuís do sul da Venezuela em Amazonas
  - Diglossa duidae georgebarrowcloughi (Dickerman, 1987) — pode ser encontrado nos tepuís de Cerro Jime ao sul da Venezuela
- Diglossa major (Cabanis, 1849), fura-flor-grande
  - Diglossa major major (Cabanis, 1849) — pode ser encontrado nas montanhas do sudeste da Venezuela em Roraima no Brasil adjacente
  - Diglossa major gilliardi (Chapman, 1939) — pode ser encontrado nos tepuís do sul da Venezuela no sudeste de Bolívar
  - Diglossa major disjuncta (Zimmer & Phelps, Sr., 1944) — pode ser encontrado nos tepuís do sudeste da Venezuela em Gran Sabana em Bolívar
  - Diglossa major chimantae (Phelps, Sr. & Phelps, Jr., 1947) — pode ser encontrado nos tepuís do sudeste da Venezuela em Bolívar
- Diglossa venezuelensis (Chapman, 1925), fura-flor-venezuelano — pode ser encontrado nas montanhas do nordeste da Venezuela desde o noroeste de Monagas e sul de Sucre
- Diglossa albilatera (Lafresnaye, 1843), fura-flor-de-flancos-brancos
  - Diglossa albilatera albilatera (Lafresnaye, 1843) — pode ser encontrado nas montanhas de Santa Marta e nos Andes da Colômbia ao oeste da Venezuela e Equador
  - Diglossa albilatera federalis (Hellmayr, 1922) — pode ser encontrado na cordilheira costeira do norte da Venezuela desde Aragua até Miranda
  - Diglossa albilatera schistacea (Chapman, 1925) — pode ser encontrado nos Andes do extremo sudoeste do Equador ao noroeste do Peru em Cajamarca
  - Diglossa albilatera affinis (Zimmer, 1942) — pode ser encontrado nos planaltos do centro-norte do Peru, acima do rio Utcubamba, até Cusco
- Diglossa carbonaria (d'Orbigny & Lafresnaye, 1838), fura-flor-carvoeiro — pode ser encontrado nos Andes do oeste da Bolívia, desde La Paz até Chuquisaca e noroeste da Argentina adjacente
- Diglossa brunneiventris (Lafresnaye, 1846), fura-flor-de-garganta-preta
  - Diglossa brunneiventris brunneiventris (Lafresnaye, 1846) — pode ser encontrado nos Andes do norte do Peru, norte e centro de Cajamarca até o sul do rio Amazonas ao sul do rio Marañón até o norte do Chile e noroeste da Bolívia
  - Diglossa brunneiventris vuilleumieri (Graves, 1980) — pode ser encontrado nos Andes do noroeste da Colômbia ao norte dos Andes central e ocidental em Antioquia
- Diglossa humeralis (Fraser, 1840), fura-flor-preto
  - Diglossa humeralis humeralis (Fraser, 1840) — pode ser encontrado nos Andes orientais da Colômbia e sudoeste da Venezuela em Páramo de Tamá
  - Diglossa humeralis aterrima (Lafresnaye, 1846) — pode ser encontrado nos Andes central e ocidental da Colômbia ao Equador e noroeste do Peru
  - Diglossa humeralis nocticolor (Bangs, 1898) — pode ser encontrado nas montanhas de Santa Marta ao norte da Colômbia e na Sierra de Perijá